# Йоганнес Кюммель
Йоганнес Кюммель (Johannes Kümmel; 21 липня 1909, Косвіг, Німецька імперія — 26 лютого 1944, Чистерна-ді-Латіна, Королівство Італія) — німецький офіцер, оберст вермахту (20 травня 1944, посмертно). Кавалер Лицарського хреста Залізного хреста з дубовим листям.

## Біографія
В 1928 році вступив в армію. Учасник Польської і Французької кампаній, служив у 8-му піхотному полку. В січні 1941 року його частина була перекинута в Північну Африку, де Кюммель був призначений командиром 1-ї роти свого полку. З початку 1942  року — командир 1-го батальйону свого полку. Відзначився у боях при Тобруку та Марса-Мартуку. В грудні 1942 року відправлений на відпочинок до Німеччини, займав посаду викладача тактики в танковому училищі. В червні 1943 року у складі 14-го танкового корпусу відправлений в Італію. З вересня 1943 року — командир 26-го танкового полку. Загинув в автокатастрофі.

## Нагороди
- Медаль «За вислугу років у Вермахті» 4-го класу (4 роки)
- Залізний хрест
  - 2-го класу (27 вересня 1939)
  - 1-го класу (20 жовтня 1939)
- Нагрудний знак «За танкову атаку»
- Нагрудний знак «За поранення» в чорному
- Лицарський хрест Залізного хреста з дубовим листям
  - лицарський хрест (9 липня 1941)
  - дубове листя (№133; 11 жовтня 1942)